# Himalayagrönfink
Himalayagrönfink (Chloris spinoides) är en asiatisk fågel i familjen finkar inom ordningen tättingar.

## Kännetecken

### Utseende
Himalayagrönfinken är en medelstor (12–14 cm) fink konformad näbb, lysande gula vingband och kluven stjärt. Den har gult på överbrynsstreck och undersida, mörka örontäckare och mörkt mustaschstreck. Ungfågeln är kraftigt streckad.

### Läten
Sången liknar grönfinkens men är något ljusare. Bland lätena hörs ljusa kvitter uppblandat med hårdare "beez" och utdragna "sweee-tu-tu".

## Utbredning och systematik
Himalayagrönfink delas upp i två underarter med följande utbredning:
- Chloris spinoides spinoides – förekommer från Pakistan till sydöstra Tibet, sydvästra Kina, norra Indien, Nepal, Sikkim och Bhutan
- Chloris spinoides heinrichi – förekommer från nordöstra Indien (sydöstra Assam och Manipur) till västra Myanmar (Mount Victoria)

### Släktestillhörighet
Länge placerades grönfinkarna i släktet Carduelis, men genetiska studier har visat att detta är polyfyletiskt, där grönfinkarna endast är avlägset släkt med de övriga och står snarare närmare ökenfinken och finkarna i släktet Rhynchostruthus. Numera urskiljs grönfinkarna därför i det egna släktet Chloris.

## Levnadssätt
Himalayagrönfinken återfinns i öppen skog, buskmarker och jordbruksbygd med närbelägna träd på mellan 1600 och 4400 meters höjd. Den livnär sig av olika sorters frön som de av tall, al och tistlar. Fågeln häckar mellan maj och september, monogamt men i lösa kolonier med upp till sex bon inom en radie av 15 meter. Den lägger endast en kull per säsong. Arten är stannfågel och delvis höjdledsflyttare.

## Status och hot
Arten har ett stort utbredningsområde och en stor population med stabil utveckling och tros inte vara utsatt för något substantiellt hot. Utifrån dessa kriterier kategoriserar internationella naturvårdsunionen IUCN arten som livskraftig (LC). Världspopulationen har inte uppskattats men den beskrivs som vanlig, lokalt vanlig eller mycket vanlig.